# Gary Powers
Francis Gary Powers (ur. 17 sierpnia 1929 w Jenkins, zm. 1 sierpnia 1977 w Los Angeles) – amerykański pilot wojskowy, wypełniający zadania szpiegowskie na rzecz Stanów Zjednoczonych Ameryki.
Zestrzelenie pilotowanego przez Powersa samolotu szpiegowskiego Lockheed U-2 nad terytorium Związku Radzieckiego w pobliżu Swierdłowska 1 maja 1960 było bezpośrednią przyczyną kryzysu w stosunkach między USA i ZSRR. Powers wykonujący zadanie dla CIA został schwytany przez władze radzieckie i oskarżony o szpiegostwo, a następnie skazany na trzy lata więzienia i siedem lat ciężkich robót. Jednakże 10 lutego 1962 roku został wymieniony za agenta KGB Williama Fishera na moście Glienicke w Poczdamie.
Po powrocie został pilotem doświadczalnym Lockheeda, następnie pracował dla NBC. Zginął w katastrofie pilotowanego przez siebie śmigłowca podczas akcji gaszenia pożaru w pobliżu Santa Barbara. Został pochowany na Narodowym Cmentarzu w Arlington.
W 2015 powstał oparty na faktach film Most szpiegów w reżyserii Stevena Spilberga, w którym rolę Powersa zagrał Austin Stowell.